# کلاینکال
کلاینکال (به آلمانی: Kleinkahl) یک شهر در آلمان است که در آشافنبورگ واقع شده‌است. کلاینکال ۱٬۸۸۰ نفر جمعیت دارد.